# Гагарина, Софья Андреевна
Княгиня Софья Андреевна Гагарина, урождённая Дашкова (25 июня 1822 — 10 декабря 1908) — фрейлина двора (16.04.1841), супруга обер-гофмейстера князя Г. Г. Гагарина; кавалерственная дама ордена Святой Екатерины (16.04.1871) и статс-дама двора (14.05.1896).

## Биография
Дочь сенатора Андрея Васильевича Дашкова (1790—1865) от его брака с Анастасией Петровной Дмитриевой-Мамоновой (1801—1834). С 1830 года жила с родителями и со старшим братом Василием в Рязани, где отец семейства исполнял должность губернатора. После ранней смерти матери воспитывалась в Екатерининском институте в Петербурге, который окончила в 1841 году с золотым шифром большой величины. Сразу после выпуска была назначена фрейлиной к цесаревне Марии Александровне.
Милая и приятной наружности Дашкова пользовалась успехом в свете и была предметом самой пылкой страсти великого князя Александра Николаевича. Впрочем, эти увлечения почти всегда заканчивались исключительно обожанием фрейлинами своей Государыни, так было и с Дашковой. В 1847 году она сопровождала цесаревну в поездке в Дармштадт, оттуда на воды в Киссенген, а после в Штутгарт. Во время путешествия Софья сблизилась с вдовцом князем Григорием Григорьевичем Гагариным (1810—1893), приехавшим на воды с маленькой дочкой. Во многом их скоропалительному союзу способствовала гофмейстерина двора светлейшая княгиня Е. В. Салтыкова. Она хорошо знала все положительные качества Дашковой и считала, что она сможет заменить маленькой Рите (Екатерине) Гагариной родную мать.
Получив разрешение императора, князь Гагарин сделал предложение и 17 августа 1847 года в Дармштадте обвенчался с Софьей Дашковой. Поэт Ф. И. Тютчев сообщал жене:

Сегодня Жуковский присутствует на свадьбе Григория Гагарина, который женится на самой черномазой девице, какую я когда-либо видел.

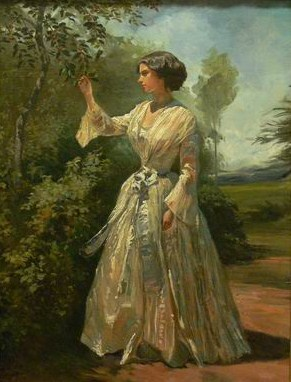
Софья Андреевна в саду на портрете мужа (1849)

В 1848 году в звании флигель-адъютанта князь Гагарин был командирован на Кавказ. Через Грецию и Турцию с заездом в Москву (где жил А. В. Дашков), Гагарины прибыли в Тифлис. По словам современника, приезд четы Гагариных было очень важное событие в жизни тифлисского общества. «Муж, как художник, заставлял любоваться произведением своей кисти. Жена… ходила пешком под руку с мужем, носила короткие волосы, визитные карточки её были без герба с простой надписью: кн. Гагарина, урожденная Дашкова, без имени и отчества; было в них много и других милых необыкновенностей. Дом Гагариных был самый любезный и приятный в Тифлисе, хотя публика являлась туда со страхом и осторожностью, боясь изящного вкуса и направления царствующего в их семействе». А. М. Дондуков-Корсаков вспоминал, что княгиня Софья Андреевна, «очень молодая и достойная женщина, вся преданная чувству своего долга и материнским обязанностям, служила в то время лучшим украшением тифлисского общества. Непритворная простота её в обхождении, с замечательным образованием, положительно привлекала к ней всеобщее уважение». Одаренная замечательным драматическим талантом, она играла на сцене Тифлисского театра, построенного по проекту её мужа. «Естественность и осмысленность её игры были замечательны». В Петербург Гагарины вернулись только в 1854 году.
После коронации Александра II они ненадолго ездили в Париж, где был создан портрет Софьи Андреевны кисти Винтерхальтера. После возвращения в Россию и с назначением мужа в 1859 году вице-президентом Академии художеств, Софья Андреевна с детьми проживала в квартире в здании академии, где принимала по пятницам. Приветливость супругов Гагариных, по словам К. Ф. Головина, придавала их дому особый отпечаток. При каждой встрече княгиня особенно радовалась, будто желала увидать именно того, с кем ей приходится разговаривать, и это была совсем не банальная любезность. Только она умела распределить гостей так, что всем было по себе. Император Александр II поддерживал с семьей Гагариных тесные дружеские отношения и неоднократно доказывал им свое благоволение. В 1871 году он пожаловал Софью Андреевну в кавалерственные дамы ордена Св. Екатерины (малого креста). Княгиня занимала должность помощницы попечительницы в приюте, основанном в память цесаревича Николая Александровича, состояла при императрице Марии Александровне в качестве лектрисы и числилась наравне со своим мужем почетным членом Академии Художеств.

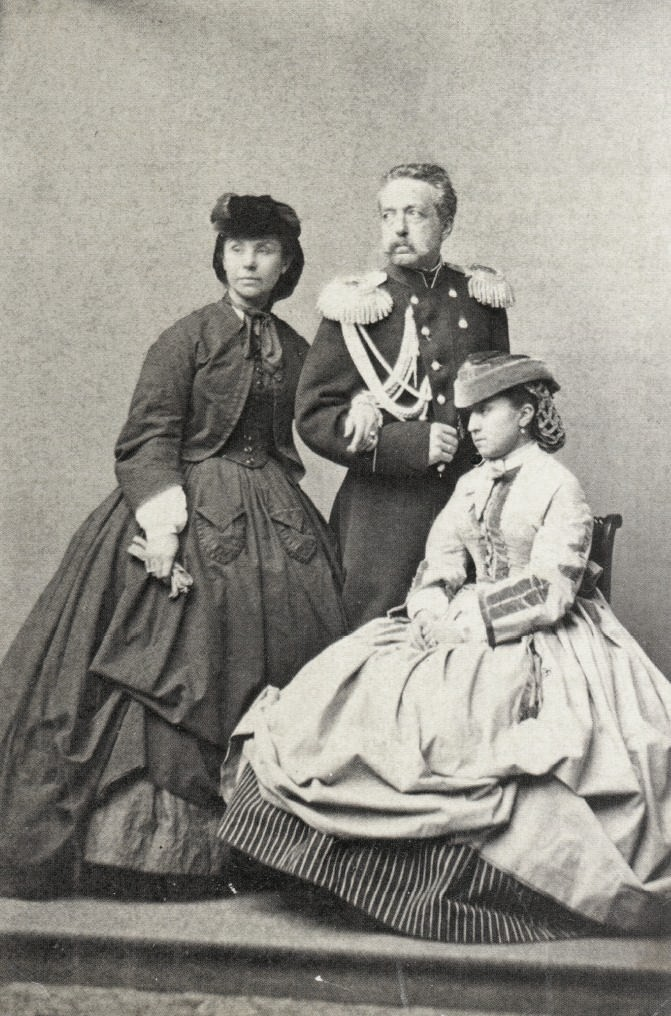
Гагарины с дочерью Екатериной

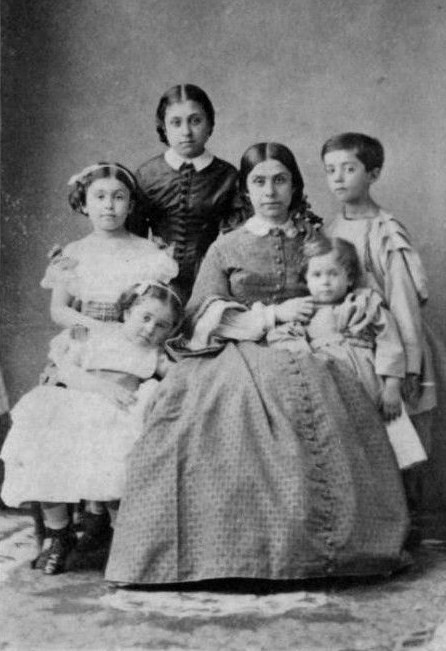
Княгиня Софья Андреевна Гагарина с детьми: Екатериной (1845—1920), Марией (1851—1941), Анастасией (1853—1876), Григорием (1850—1918) и Андреем (1856—1920).

В 1880 году имя княгини Гагариной вместе с графиней де Мойра и княгиней М. А. Вяземской, фигурировало в «истории с тремя дамами», когда рассчитывая на их дружбу, Александр II поочередно обратился к каждой с просьбой принять приглашение на обед к княгине Юрьевской. Софья Андреевна оказалась единственной, кто отказался, мотивируя это тем, что не может выезжать в свет после потрясения от смерти дочери. Понимая истинную причину её отказа, император впал, как говорили, в страшную ярость. Но после того как в январе 1881 года в ташкентской экспедиции был убит зять Гагариных граф П. М. Орлов-Денисов, император смилостивился, он заказал панихиду по покойному и засвидетельствовал Гагариным самую глубокую симпатию. Это была их последняя встреча. Поддерживая мужа во всех его делах, Софья Андреевна вместе с ним много путешествовала по Италии, Франции и Германии. Посещали они Каир, Афины и Константинополь, но почти каждое лето предпочитали проводить в своем любимом имении в Карачарово. Гостивший в 1880-х годах у Гагариных в усадьбе архиепископ Савва вспоминал, что оба супруга были примечательными:

Князь не без затруднения мог объясняться на русском языке, в разговоре с ним был виден больше иностранец, чем русский. Княгиня была особа, бесспорно, умная, образованная и религиозная; одно мне в ней не очень нравилось — это горячая приверженность к известному сектанту Пашкову.
После смерти мужа (он умер в 1893 году в Шательро) княгиня Гагарина проживала в Петербурге и пользовалась большим уважением в обществе. В мае 1896 года, во время коронации императора Николая II, была пожалована в статс-дамы. Бережно храня весь художественный материал, оставшийся после смерти мужа, в также его библиотеку, она передала в дар в 1898 году в новооткрытый Русский музей императора Александра III. Скончалась в 1908 году в Петербурге и по её завещанию была похоронена рядом с мужем в семейном некрополе в имении Карачарово Тверской губернии.
Кроме падчерицы Екатерины (1845—1920; в замужестве Муханова), которую Софья Андреевна любила и воспитала как родную дочь, в браке имела трёх сыновей:
- Григория (1850—1918),
- Андрея (1856—1920)
- Александра (1858—1864);

и трёх дочерей:
- Марию (1851—1941; фрейлина, жена с 1871 года М. Н. Раевского),
- Анастасию (1853—1876; с 1875 года жена графа П. М. Орлова-Денисова),
- Нину (1861—1861).